# ジョシュア・ワイラースタイン
ジョシュア・ワイラースタイン （Joshua Weilerstein、1987年 - ）は、 アメリカ合衆国・ニューヨーク州ロチェスター出身のヴァイオリニスト兼指揮者。

## 経歴
父はクリーヴランド弦楽四重奏団創設時のヴァイオリン奏者であったドナルド・ワイラースタイン、母はピアニストのヴィヴィアン・ホーニック・ワイラースタインという音楽一家に生を受けた。姉のアリサ・ワイラースタインもチェロ奏者として活動している。ボストンのニューイングランド音楽院において、ヒュー・ウルフのもと指揮法を学んだ。またヴァイオリンをルーシー・チャップマンに師事した。 
2009年にデンマークで行われたニコライ・マルコ国際指揮者コンクールで優勝。2010年には、アリサとの共演でシモン・ボリバル・ユース・オーケストラ・オブ・ベネズエラを初めて指揮している。 
2011年、当時のニューヨーク・フィルハーモニック音楽監督であったアラン・ギルバートのアシスタントに任命され、同職を2015年まで務めた。2014年から2021年6月までローザンヌ室内管弦楽団の芸術監督・首席指揮者を務めた。2021年よりマサチューセッツ州のボストンを本拠とするオーケストラ「Phoenix」の音楽監督を務めている。2023-24シーズンよりデンマークのオールボー交響楽団の首席指揮者に就任。2024年9月からはリール国立管弦楽団の音楽監督も務めている。
クラシック音楽の楽曲を解説するポッドキャスト「スティッキー・ノーツ」のパーソナリティを務めており、自ら番組の構成・脚本までを手掛けている。